# Sivad
Sivad s.p.a è stata una società italiana attiva nel ramo della grande distribuzione, fondata in Sicilia nel 1980.

## Storia

Il marchio S7 sponsor di maglia del nella stagione 1983-1984

Venne fondata da Salvatore Conservo e altri soci minori, tra cui Bruna Vecchi Culcasi, prima donna italiana ad essere nominata cavaliere del lavoro. Alla società si affiancò la "Sigros", una società a responsabilità limitata controllata tramite quote paritetiche da Sivad e Montedison; lo scopo era quello di creare una serie di supermercati al dettaglio e all'ingrosso in tutta la Sicilia.
Il marchio fu successivamente trasformato in "S7", che divenne ben presto la catena leader nel comparto delle vendite al dettaglio della grande distribuzione organizzata in Sicilia. In questa fase, il marchio "S7" fu anche sponsor di maglia del Calcio Catania nella stagione 1983-1984, anno di militanza in Serie A della squadra etnea.
Subito dopo, però, cominciarono una serie di attentati incendari ai vari punti vendita della catena distributiva, di chiara matrice mafiosa; Conservo dichiarò pubblicamente di non essere più in grado di continuare a gestire l'attività e di volersi ritirare. Così le due società vennero cedute nel 1988 al gruppo Rinascente-Sma della famiglia Agnelli, e Conservo preferì ritirarsi. Gli attentati contro il gruppo proseguirono comunque anche dopo il passaggio alla Rinascente-Sma, tanto che il 12 febbraio 1991 un rogo distrusse completamente il deposito regionale Sigros di Misterbianco.
Conservo, nominato cavaliere del lavoro nel 1983, è morto a Roma nel dicembre 2001.